# ستون‌نما

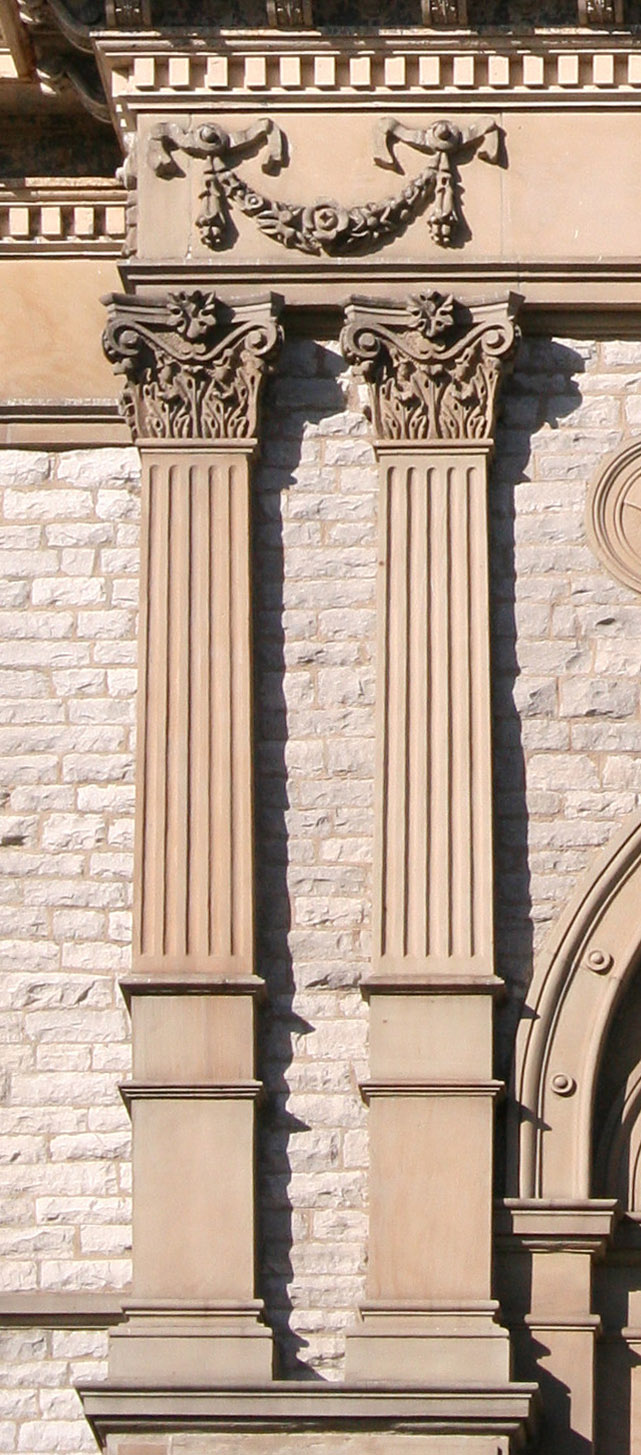
ستون‌نماها بر روی ساختمان دادگستری سیدنی اوهایو.

ستون‌نما یک عنصر معماری مسطح و مستطیل‌شکل است که شبیه به ستون است، اما به جای اینکه آزادانه بر پای خود بایستد، به دیوار متصل می‌شود.
ستون‌نماها کمی از سطح دیوار بیرون می‌زنند، دارای پایه (مانند تخته) هستند و قسمت عمودی اصلی آن‌ها «ساقه» نامیده می‌شود. سرستون ستون‌نماها معمولاً عناصر تزئینی زیادی دارد. ستون‌ها تکیه‌گاه‌های عمودی مستقل هستند، در حالی که ستون‌نماها همیشه به دیوار متصل هستند. ساقه ستون‌ها معمولاً گرد است، در حالی که ستون‌نماها مستطیل‌شکل هستند. ستون‌نماها می‌توانند از مواد مختلفی ساخته شوند، از جمله: سنگ (رایج در معماری کلاسیک)، چوب، گچ، آجر و مواد مدرن: مانند بتن یا حتی فولاد.

## کارکرد
کارکرد ستون‌نما عمدتاً تزئینی است، سطوح وسیع صاف را تقسیم می‌کند و به دیوار تنوع بصری و وضوح می‌بخشد. ستون‌نما همچنین می‌تواند برای قاب‌بندی درها، پنجره‌ها یا شومینه‌ها استفاده شود. در برخی موارد، ممکن است ستون‌نماها پشتیبانی ساختاری نیز ارائه دهند، اما این امر کمتر رایج است، به خصوص در معماری مدرن.
در کل، ستون‌نماها عنصری همه‌کاره در معماری هستند که می‌توانند زیبایی و کارایی ساختمان را ارتقا دهند. این عنصر در معماری گذشته بیشتر رایج بوده‌است. مقاوم تر مانند ملات یا میلگرد

## سبک‌ها
ستون‌نماها در سبک‌های مختلفی وجود دارند که غالباً منعکس‌کننده سبک معماری کلی یک ساختمان هستند.
- ستون‌نماهای دوریسی: ساده و محکم، با سرستون ساده.
- ستون‌نماهای ایونی: زینتی‌تر، با پیچ در سرستون.
- ستون‌نماهای کورینتی: بسیار تزئینی، با سرستون‌های ظریف با برگ‌های آکانتوس و سایر عناصر.